# 狭长间齿螺
狭长间齿螺（学名：Metodontia beresowskii）为巴蜗牛科间齿螺属的动物，是中国的特有物种。分布于甘肃、陕西、山西等地，生活环境为陆地，一般生活于山区谷地的灌木丛、草丛中、石块下、石土缝中以及农田附近潮湿草丛中。